# Onur Bulut (Fußballspieler, 1985)
Onur Bulut (* 20. Mai 1985 in Suşehri) ist ein ehemaliger türkischer Fußballtorhüter.

## Karriere
Bulut begann mit dem Vereinsfußball in der Jugend von Kahramanmaraş Ormanspor und wechselte 2000 in die Jugendabteilung von Gaziantepspor. Die drei  Profimannschaften der Stadt Gaziantep Gaziantepspor, Gaziantep Büyükşehir Belediyespor und Gaskispor sind sich freundschaftlich gesinnt und geben untereinander Spieler nach Bedarf weiter. So wechselte Bulut als Profispieler 2003 zum Drittligisten Gaziantep BB. Hier kam er als Ersatzkeeper in etwa einer Saison zu vier Ligaeinsätzen. Zum Sommer 2004 wechselte er wieder zurück zu Gaziantepspor. Bei diesem Verein blieb er eine Spielzeit im Profikader und machte ein Erstligaspiel in der Süper Lig. 
Bereits ein Jahr später wechselte er wieder zu Gaziantep BB zurück. Nach dem Saisonvorbereitungscamp wurde er an Gaskispor ausgeliehen und verbrachte die nächsten zwei Spielzeiten bei diesem Verein. Die nachfolgenden Spielzeiten spielte er als Leihspieler bei diversen Vereinen der unteren türkischen Profiligen. Ab Sommer 2010 wurde er nicht mehr weiter ausgeliehen und blieb im Kader. In der Saison 2010/11 schaffte er es mit Gaziantep BB ins Play-off-Finale der TFF 1. Lig und verpasste durch eine Niederlage gegen Orduspor den Aufstieg in die Süper Lig in letzter Instanz. In der Saison 2011/12 spielte er über weite Strecken als erster Torhüter.
Im Sommer 2014 verließ er nach neun Jahren Gaziantep BB und wechselte zum Drittligisten Menemen Belediyespor. Im Sommer 2015 wechselte er zu Ankara Keçiörengücü, im Sommer 2016 zu Etimesgut Belediyespor und im Sommer 2017 zog es ihn weiter zu Silivrispor. 
Im Januar 2018 folgte der Wechsel zu Nazilli Belediyespor. Am Ende der Saison 2017/18 stieg er mit dem Verein in die TFF 3. Lig ab. Im Sommer 2019 wechselte Bulut zu Kozan Spor FK und im September 2020 weiter zu Karaman FK. Im Oktober 2021 ging er zum im Amateurbereich spielenden Klub Sökespor, bei dem er seine Karriere ausklingen ließ und 2023 seine Karriere beendete.